# Нове Боришево
Нове Боришево (пол. Nowe Boryszewo) — село в Польщі, у гміні Радзаново Плоцького повіту Мазовецького воєводства.
Населення — 468 осіб (2011).
У 1975-1998 роках село належало до Плоцького воєводства.

## Демографія
Демографічна структура станом на 31 березня 2011 року:
|          | Загалом | Допрацездатний вік | Працездатний вік | Постпрацездатний вік |
| -------- | ------- | ------------------ | ---------------- | -------------------- |
| Чоловіки | 227     | 48                 | 158              | 21                   |
| Жінки    | 241     | 51                 | 148              | 42                   |
| Разом    | 468     | 99                 | 306              | 63                   |